# 莫鲁阿古杜
莫鲁阿古杜是巴西圣保罗州的一个市镇。总面积1386.176平方公里，总人口28514人，人口密度20.6人/平方公里。